# Guido Buchwald
Guido Buchwald (sinh ngày 24 tháng 1 năm 1961) là một cầu thủ bóng đá người Đức.

## Đội tuyển bóng đá quốc gia
Guido Buchwald thi đấu cho đội tuyển bóng đá quốc gia Đức từ năm 1984 đến 1994.

## Thống kê sự nghiệp
| Đội tuyển bóng đá Đức | Đội tuyển bóng đá Đức | Đội tuyển bóng đá Đức |
| Năm                   | Trận                  | Bàn                   |
| --------------------- | --------------------- | --------------------- |
| 1984                  | 3                     | 0                     |
| 1985                  | 0                     | 0                     |
| 1986                  | 7                     | 0                     |
| 1987                  | 7                     | 0                     |
| 1988                  | 6                     | 0                     |
| 1989                  | 6                     | 0                     |
| 1990                  | 12                    | 0                     |
| 1991                  | 6                     | 1                     |
| 1992                  | 13                    | 1                     |
| 1993                  | 10                    | 2                     |
| 1994                  | 6                     | 0                     |
| Tổng cộng             | 76                    | 4                     |